# 三潴信邦
三潴 信邦（みつま のぶくに、1919年4月4日 - 2010年10月2日）は、日本の経済学者。学位は、経済学博士（東北大学・論文博士・1984年）（学位論文「経済統計分類論」）。筑波大学名誉教授。父は法学者で東京帝国大学法学部教授を務めた三潴信三。兄は法学者の三潴信吾。 義兄（姉の夫）は法学者の山田晟。

## 略歴
東京市麻布区生まれ。1943年東北帝国大学法文学部経済科卒、海軍へ入り、主計大尉で敗戦、復員し、1946年東北帝国大学助手、1947年内閣府統計委員会事務局、1949年東京教育大学助教授、1960年教授、1974年筑波大学教授、1983年定年退官、名誉教授、城西大学経済学部教授、1990年退職し招聘教授。1984年「経済統計分類論」で、経済学博士（東北大学）の学位の取得。

## 著書
- 『労働賃金』中央経済社 日本統計研究所経済分析シリーズ 1956
- 『精解政治・経済』昇龍堂出版 1965
- 『政治・経済の基礎 新課程用』旺文社 高校基礎シリーズ　1965
- 『政治・経済の傾向と対策』旺文社 大学入試対策シリーズ 1966
- 『政治・経済の研究』旺文社 1968
- 『物価と物価指数 CPIと生計費指数』教育社 入門新書 時事問題解説 1978
- 『経済統計分類論 職業・産業分類の形成』有斐閣 1983

### 共編著
- 『社会問題の基礎知識 その実証的研究』美濃部亮吉共著 暁教育図書 1953
- 『自由化と中小企業』加藤誠一共著 至誠堂 1962
- 『統計学』内海庫一郎, 木村太郎共編 有斐閣双書　1966
- 『日本の中小企業 変動期に生きる道』加藤誠一共著 至誠堂 1966
- 『世界経済と日本経済』大内力,加藤俊彦共編 東京大学出版会 1973
- 『研修政治・経済』共著 昇龍堂出版 1974
- 『論文と記述 大学受験 小論文と論述・記述のすべて』浜田文雅,高橋正夫共編 好学社 1976
- 『傾向と対策 政治・経済 新制度入試への徹底対策 国公立大=共通一次・二次,私立大受験用』田中浩共著 旺文社 大学入試対策シリーズ　1978
- 『統計学入門』松村一隆,近昭夫,山田貢,伊藤陽一,横本宏共著 有斐閣新書　1978
- 『テキストブック経済統計論』関弥三郎共編 有斐閣ブックス　1985

### 翻訳
- L.H.C.ティペット『統計学』野村良樹共訳 東京大学出版会 1956

## 論文
- ＜三潴信邦